# Myrmoteras susanneae
Myrmoteras susanneae är en myrart som beskrevs av Agosti 1992. Myrmoteras susanneae ingår i släktet Myrmoteras och familjen myror. Inga underarter finns listade i Catalogue of Life.